# Yordenis Ugás
Yordenis Ugás Hernández (* 14. Juli 1986 in Santiago de Cuba) ist ein kubanischer Boxer. Er war Weltmeister der Amateure 2005 im Leichtgewicht.

## Werdegang

### Amateur
Yordenis Ugás boxt seit seinem zehnten Lebensjahr. Animiert dazu wurde er von den großen Erfolgen eines Félix Savón, dem er als Junge nacheifern wollte. Im Boxclub des Stadtviertels Los Olmos fand er in Obelio Wilson auch seinen ersten Trainer, der ihn gezielt an die Spitze der kubanischen Juniorenboxer führte. Jetzt trainiert Yordenis Ugás in einem Leistungszentrum des kubanischen Boxverbandes in Santiago de Cuba.
Im Jahr 2000 startete er in der Gewichtsklasse bis 38 kg Körpergewicht erstmals bei der kubanischen Juniorenmeisterschaft in Santiago de Cuba und gewann gleich den kubanischen Meistertitel mit einem Sieg über Rusky Rondon. Diesen Titel gewann er auch 2001, wieder in Santiago de Cuba, mit einem Sieg über Ivan Onate Lovit, allerdings schon in der Gewichtsklasse bis 48 kg Körpergewicht. Im gleichen Jahr startete er dann auch bei der Junioren-Weltmeisterschaft (Cadets) in Baku, verlor aber im Fliegengewicht (Kl. bis 51 kg Körpergewicht) gleich seinen ersten Kampf gegen den Russen Andrei Strelkow und blieb deswegen unplatziert.
2002 wurde er wieder kubanischer Juniorenmeister im Bantamgewicht (bis 54 kg Körpergewicht) mit einem Sieg über Yordanki Cluevas Jiménez. In einem Juniorenländerkampf gegen Ende des Jahres 2002 siegte er in Havanna über Daniel Brizuela aus Argentinien nach Punkten.
Das Jahr 2003 begann er mit einem Punktsieg über Guillaume Salingue anlässlich des Junioren-Länderkampfes Kuba gegen Frankreich in Havanna. 2003 nahm er dann erstmals an der kubanischen Meisterschaft der Senioren in Holguin teil. Er erreichte dort im Federgewicht das Finale, in dem er allerdings von Yosvani Aguilera nach Punkten besiegt wurde. Anschließend gewann Yordenis Ugás in Wolgograd beim Turnier mit dem martialischen Namen "Schlacht um Stalingrad" die Konkurrenz im Federgewicht durch Siege über die Russen Andrei Strelkow, Andrei Mironow und Semen Griwotschew. Nachdem er in Guantánamo mit einem Punktsieg im Federgewicht über Elianis Viral erneut kubanischer Juniorenmeister geworden war, startete er zum Abschluss des Jahres 2003 bei der Junioren-Weltmeisterschaft in Bukarest. Dort landete er im Federgewicht folgende Siege: Abbruchsieger in der 1. Runde über Tsai Yaw Chun, Taiwan, Abbruchsieger in der 1. Runde über Armen Dalakjan, Armenien, Aufgabesieger 1. Runde über Baglan Schalajew, Aserbaidschan, Abbruchsieger 2. Runde über Zahir Artikow, Usbekistan und Punktsieger über Artjom Subbotin, Russland (14:5). Damit wurde er Junioren-Weltmeister 2003 und landete seinen ersten großen internationalen Erfolg.
2004 wurde Yordenis Ugás letztmals kubanischer Juniorenmeister im Federgewicht und belegte bei der kubanischen Meisterschaft der Senioren im Federgewicht nach einer Punktniederlage im Halbfinale gegen Luis Franco den 3. Platz. Die Niederlage fiel dabei äußerst knapp aus, denn bei einem Punktgleichstand von 13:13 mussten die Hilfstreffer zur Ergebnisermittlung herangezogen werden und da war Franco mit 65:54 Treffern der Bessere. Luis Franco gewann bei der als Meisterschaftsrevanche geltenden II. Olimpiada del Deporte in Guantánamo erneut über Yordenis Ugás, dieses Mal aber erst im Finale. Bei der sich anschließenden Europareise der kubanischen Nationalmannschaft siegte Yordenis Ugás in vier Kämpfen viermal. Er besiegte in Berlin den Deutschen Enrico Wagner knapp mit 16:14 Treffern und gewann gegen seine französischen Konkurrenten in Hyères, La-Teste-de-Buch und Guéret gegen Taschid Lakhlifi (zweimal, mit 22:16 und 26:25) und Saber Bouziane (43:22). Einen Rückschlag musste Yordenis Ugás dann bei der Junioren-Weltmeisterschaft in Jeju/Südkorea im Federgewicht hinnehmen. Nach einem Abbruchsieg in der 3. Runde gegen Wadim Markow aus Moldawien verlor er nämlich schon in der nächsten Runde gegen den Engländer Amir Khan klar nach Punkten (6:21) und schied aus.
2005 wurde Yordenis Ugás in Pinar del Río erstmals kubanischer Meister im Federgewicht durch einen Punktsieg über Raudel Sanchez. Bei der sich anschließenden Europareise der kubanischen Nationalmannschaft musste er aber beim Turnier in Ústí nad Labem und beim Chemie-Pokal in Halle (Saale) zwei überraschende Erstrunden-Niederlagen hinnehmen. In Ústí nad Labem verlor er gegen Enrico Wagner nach Punkten (16:18) und in Halle unterlag er dem Kasachen Serik Säpijew ebenfalls nach Punkten. Dafür gewann er die beiden nächsten Turniere, an denen er teilnahm. In Cienfuegos wurde er im Federgewicht mit Siegen über Serik Scheylelow aus Kasachstan sowie Yurdenis González und Raudel Sanches aus Kuba Turniersieger und bei der "Batalla de Carabobo" in Valencia/Venezuela siegte er über Miguel Torres, Venezuela, Darley Pérez, Kolumbien und Danny Rodríguez aus Venezuela.
Beim sich anschließenden World Cup für Nationalmannschaften in Moskau vertrat Yordenis Ugás Kuba im Leichtgewicht. Er absolvierte dabei folgende Kämpfe: Punktsieger (45:21) über Pichal Soyotha, Thailand, Abbruchsieger 3. Runde über Gheorghe Popescu, Rumänien, Punktniederlage gegen Serik Säpijew, Kasachstan (34:46) und Punktsieger über Murat Kratschew, Russland (50:30). Anschließend gewann Yordenis Ugás seinen ersten Titel bei einer internationalen Meisterschaft bei den Senioren. Er wurde in Teresopolis in Brasilien pan-amerikanischer Meister im Federgewicht. Auf dem Weg zu diesem Titel besiegte er Jannie Sacramento aus Brasilien (26:13), Francisco Vargas aus Mexiko (24:11) und Ricardo García aus der Dominikanischen Republik (13:5) jeweils nach Punkten.
Zum krönenden Abschluss des Jahres 2005 wurden für Yordenis Ugás dann die Weltmeisterschaften der Senioren in Mianyang/China. Er besiegte dort Faidschulew Marufjon aus Tadschikistan (28:14), Asglar Ali Shar aus Pakistan (28:14), Ibrahim Kamal aus Kanada (23:14), Baik Jong-Sub, Südkorea (34:16), Khabib Alaschwerdiew aus Russland (45:22) und im Finale Ramal Amanov aus Aserbaidschan (42:28) jeweils sicher nach Punkten und wurde Weltmeister der Amateure im Leichtgewicht.
2006, einem Jahr ohne Weltmeisterschaften bzw. Olympische Spiele, gewann Yordenis Ugás in Cienfuegos mit einem Sieg im Endkampf über Michel Sarria Mendez den kubanischen Meistertitel im Leichtgewicht. Bei der sich anschließenden Meisterschaftsrevanche, der III. Olimpiad del Delporte in Havanna besiegte er seinen alten Konkurrenten Raudel Sanchez im Finale wieder nach Punkten. In Havanna kam er dann bei einem Länderkampf zu einem Punktsieg über den Chinesen Quing Hu. Er siegte auch beim AIBA-Präsidenten-Cup in Astana/Kasachstan im Finale über Serik Scheleylow aus Kasachstan und wurde anschließend in Cartagena de Indias in Kolumbien Zentralamerikanischer Meister im Leichtgewicht. Er siegte dabei im Endkampf über Oscar Diaz aus der Dominikanischen Republik nach Punkten (12:3). Das Jahr 2006 wurde vom World-Cup für Nationalmannschaften in Baku abgeschlossen. Yordenis Ugás kam dort dreimal zum Einsatz. Er verlor überraschend deutlich (14:24) nach Punkten gegen Berik Kalijew aus Kasachstan, gewann dann gegen seinen Finalgegner von der Weltmeisterschaft 2005 Romal Amanow wieder klar nach Punkten und siegte auch über Maksim Ignatiew aus Russland nach Punkten (24:4).
Das Jahr 2007 begann für Yordenis Ugás mit dem erneuten Titelgewinn bei der kubanischen Meisterschaft in Sancti Spíritus. Im Finale des Leichtgewichtes bezwang er Rosniel Iglesias nach Punkten. Mit drei Siegen erkämpfte er sich danach beim Qualifikationsturnier für die Pan-amerikanischen Meisterschaften in Barquisimeto/Venezuela das Startrecht bei diesen Meisterschaften. Im Finale siegte er dabei über Lisandor Bolivar aus der Dominikanischen Republik nach Punkten. Bei einer sich anschließenden Europareise siegte er beim Länderkampf gegen Frankreich in Amiens über Doauda Sow nach Punkten und gewann das Turnier von Calais mit einem Punktsieg im Endkampf über Artur Schmidt aus Deutschland. In Bukarest verlor er dann überraschend klar in einem Länderkampf gegen Rumänien gegen Florentin Niculescu nach Punkten. Auch das Turnier "Ahmet Comert" in Istanbul konnte er nicht gewinnen, denn er unterlag dort nach vier Siegen im Endkampf gegen den Türken Ocur Sipal nach Punkten (13:17).
Auf den amerikanischen Kontinent zurückgekehrt wurde Yordenis Ugás in Rio de Janeiro Sieger bei den Pan-amerikanischen Spielen. Im Leichtgewicht schlug er dabei Darleys Pérez aus Kolumbien (8:4), Luis Rueda, Argentinien (20:7) und Everston Lopes, Brasilien (21:8) jeweils nach Punkten.
Bei der sich anschließenden Weltmeisterschaft in Chicago konnte Yordenis Ugás dann nicht an den Start gehen. Grund dafür war, dass sich bei den Pan-amerikanischen Spielen in Rio de Janeiro seine Mannschaftskollegen und vielfachen Weltmeister Guillermo Rigondeaux und Erislandi Lara von der Mannschaft absetzten und ins Exil gehen wollten. Auf Druck des kubanischen Machthabers, Fidel Castro soll sich persönlich eingesetzt haben, wurden diese zwei Boxer aber von der brasilianischen Polizei unter dem fadenscheinigen Grund, ihre Visa seien abgelaufen, festgenommen und nach Kuba abgeschoben, nachdem sie keine Asylanträge gestellt hatten. Dort wurden beide sofort mit lebenslangem Wettkampfverbot belegt (beiden ist inzwischen die Flucht ins Ausland und der Start ihrer Profikarriere gelungen). Als Bestrafung für das Verhalten von Rigondeaux und Lara durften die kubanischen Boxer nicht an der Weltmeisterschaft in Chicago teilnehmen. Als Begründung wurden von der kubanischen Regierung um Raul Castro "Sicherheitsprobleme" für die kubanischen Boxer in den Vereinigten Staaten angegeben. Wobei zu bemerken ist, dass kubanische Mannschaften schon häufig in den Vereinigten Staaten boxten und es dabei niemals "Sicherheitsprobleme" gab. In Wahrheit war es wohl die Furcht, dass sich weitere Boxer von der kubanischen Mannschaft absetzen würden. Yordenis Ugás konnte jedenfalls seinen Titel von 2005 in Chicago nicht verteidigen.
Nach dieser Enttäuschung wurde er 2008 in Holguín mit einem Punktsieg über Pablo de la Cruz wieder kubanischer Meister im Leichtgewicht. Beim anschließenden "Strandtja"-Turnier in Plowdiw verlor er nach Siegen über Yakup Kilic aus der Türkei (13:8) und Ognian Kolew aus Bulgarien (13:6) im Finale gegen Morey Aschkalow aus Kasachstan und kam "nur" auf den 2. Platz. Dafür gewann er das Qualifikations-Turnier für die Olympischen Spiele 2008 in Peking, das in Port of Spain/Trinidad stattfand. Er schlug dort im Finale Sadam Ali aus den Vereinigten Staaten nach Punkten (13:5). Da die kubanischen Boxer Vielstarter sind, nahm er danach auch am "Klitschko"-Turnier in Kiew teil und gewann dieses durch einen Finalsieg über Alexander Kljutschko aus der Ukraine. Bei der Panamerikanischen Meisterschaft in Cuenca/Ecuador musste er sich aber mit dem 2. Platz begnügen. Er siegte dort zunächst über Alexis Folledo aus Ecuador, um dann im Endkampf gegen Darleys Pérez aus Kolumbien knapp nach Punkten zu verlieren (9:10). Das letzte Turnier, das er 2008 bestritt, gewann er wieder. In Ústí nad Labem besiegte er David Müller aus Deutschland, Rinat Agejew aus Tschetschenien und Wladimir Magsumow aus Russland jeweils nach Punkten.
Auf die Olympischen Spiele 2008 bereitete sich Yordenis Ugás mit seinen Mannschaftskollegen in einem Trainingslager in Ecuador vor. In Peking gewann er dann seine ersten drei Kämpfe und schlug dabei Hamza Kramou aus Algerien nach Punkten (21:3), gewann gegen den Vize-Weltmeister von 2007 Domenico Valentino aus Italien sicher nach Punkten (10:2) und schlug auch Georgian Popescu aus Rumänien nach Punkten (11:7). Im Halbfinale verlor er überraschend gegen den Franzosen Daouda Sow nach Punkten (8:15) und gewann somit eine Bronzemedaille.
2009 gewann Ugás nochmals die kubanischen Meisterschaften im Halbweltergewicht mit einem Finalsieg über Roniel Iglesias (12:9). Jedoch wurde nicht er, sondern Iglesias für die Weltmeisterschaften 2009 nominiert. Hiervon enttäuscht setzte sich Ugás 2010 in die USA ab.

### Profi
In den USA angekommen startete Ugás eine Profikarriere, welche sehr gut anlief, jedoch nach elf Siegen mit einer knappen Niederlage gegen Juan Garcia, USA (76:75, 76:75, 75:76), einen ersten Dämpfer bekam.

## Internationale Erfolge
WM = Weltmeisterschaft, Fl = Fliegengewicht, Ba = Bantamgewicht, Fe = Federgewicht, Le = Leichtgewicht, bis 51 kg, 54 kg, 57 kg u. 60 kg Körpergewicht
- 2003, 1. Platz, Junioren-WM (Cadets) in Bukarest, Fe, vor Artjom Subbotin, Russland u. Zakir Artikow, Usbekistan;

- 2005, 1. Platz, Panamerikanische Meisterschaft in Teresopolis/Brasilien, Le, vor Ricardo García, Dom. Rep. u. Frencisco Vargas, Mexiko;

- 2005, 1. Platz, WM in Mianyang/China, Le, vor Romal Amanow, Aserbaidschan, Khabib Alaschwerdiew, Russland u. Domenico Valentino, Italien;

- 2006, 1. Platz, Zentralamerik. Meisterschaft in Cartagena de Indias./Kolumbien, Le, vor Oscar Díaz, Dom. Rep.;

- 2007, 1. Platz, Pan Amerikanische Spiele in Rio de Janeiro, Le, vor Everton Lopes, Brasilien, Luis Rueda, Argentinien u. José Pedraza, Puerto Rico;

- 2008, 1. Platz, Olympia-Qualif.-Turnier in Port of Spain/Trinidad, Le, vor Sadam Ali, USA;

- 2008, 2. Platz, Panamerikanische Meisterschaft in Cuenca/Ecuador, Le, hinter Darley Pérez, Kolumbien;

- 2008, Bronzemedaille, OS in Peking, Le, nach Siegen über Hamza Kramou, Algerien, Domenico Valentino, Italien u. Georgian Popescu, Rumänien u. einer Niederlage gegen Daouda Sow, Frankreich

## Kubanische Meisterschaften
(nur Senioren, Finalergebnisse)
- 2003 in Holguín, Fe, Punktniederlage gegen Yosvani Aguilera,
- 2004 in Camagüey, Fe, Punktniederlage gegen Luis Franco (im Halbfinale),
- 2005 in Pinar del Río, Le, Punktsieger über Raudel Sánchez,
- 2006 in Bayamo, Le, Punktsieger über Michel Sarria Méndez,
- 2007 in Sancti Spíritus, Le, Punktsieger über Rosniel Iglesias,
- 2008 in Holguin, Le, Punktsieger über Pablo de la Cruz

## Länderkämpfe
- 2002 in Havanna, Kuba Jun. gegen Argentinien Jun., Ba, Punktsieger über Daniel Brizuela,
- 2003 in Havanna, Kuba Jun. gegen Frankreich Jun., Fe, Punktsieger über Guillaume Sanlingue,
- 2004 in Berlin, Deutschland gegen Kuba, Fe, Punktsieger über Enrico Wagner,
- 2004 in Hyères, Frankreich gegen Kuba, Fe, Punktsieger über Raschid Lakhlifi,
- 2004 in La-Teste-de-Buch, Frankreich gegen Kuba, Fe, Punktsieger über Raschid Lakhlifi,
- 2004 in Gueret, Frankreich gegen Kuba, Fe, Punktsieger über Saber Bouziane,
- 2005 in Moskau (World Cup), Kuba gegen Thailand, Le, Punktsieger über Pichal Soyotha,
- 2005 in Moskau (World Cup), Kuba gegen Rumänien, Le, Punktsieger über Gheorghe Popescu,
- 2005 in Moskau (World Cup), Kuba gegen Kasachstan, Le, Punktniederlage gegen Serik Säpijew,
- 2005 in Moskau (World Cup), Kuba gegen Russland, Le, Punktsieger über Murat Kratschew,
- 2006 in Havanna, Kuba gegen China, Le, Punktsieger über Quing Hu,
- 2006 in Baku (World Cup), Kuba gegen Kasachstan, Le, Punktniederlage gegen Berik Kalijew,
- 2006 in Baku (World Cup), Kuba gegen Aserbaidschan, Le, Punktsieger über Romal Amanow,
- 2006 in Baku (World Cup), Kuba gegen Russland, Le, Punktsieger über Maksim Ignatiew,
- 2007 in Amiens, Frankreich gegen Kuba, Le, Punktsieger über Daouda Sow,
- 2007 in Bukarest, Rumänien gegen Kuba, Le, Punktniederlage gegen Florentin Niculescu,
- 2008 in Havanna, Kuba gegen Frankreich, Le, Punktsieger über Daouda Sow